# 가토 히데노리
가토 히데노리(일본어: 加藤 秀典, 1981년 5월 13일 ~ )는 일본의 전 축구 선수이다.

## 구단 경력
과거 사간 도스, 가이나레 돗토리, 비아틴 미에에서 활동하였다.